# (34760) 2001 QR152
2001 كيو أر 152 (ويعرف أيضًا باسم (34760) 2001 كيو أر 152 وفق تسمية الكوكب الصغير) (بالإنجليزية: 2001 QR152)‏ هو كويكب ضمن حزام الكويكبات؛ وترتيبه 34760 من حيث الاكتشاف.
اكتُشف هذا الجُرم الفلكي بواسطة William Kwong Yu Yeung ‏ في 26 أغسطس 2001.

## وصلات خارجية
- (34760) 2001 QR152 في قاعدة بيانات مختبر الدفع النفاث لأجرام النظام الشمسي الصغيرة

- الاكتشاف · مخطط المدار ·  العناصر المدارية · المعلمات المادية

- (34760) 2001 QR152 على موقع ويكي سكاي: DSS2, SDSS, GALEX, IRAS, Hydrogen α, X-Ray, Astrophoto, Sky Map, Articles and images